# Superpuchar Polski 2020
La 29ª edizione della Supercoppa di Polonia  si è svolta il 9 ottobre 2020 tra il Legia Varsavia, vincitore del campionato, e il KS Cracovia vincitore della coppa nazionale. Il Lechia Danzica era la squadra campione in carica. La gara si sarebbe dovuta disputare inizialmente il 9 agosto 2020, ma, il giorno prima, la PZPN ne ha annunciato il rinvio a causa del sospetto di COVID-19 in un membro dello staff dei medici della squadra Legia Varsavia. Il KS Cracovia ha conquistato il trofeo per la prima volta nella sua storia.

## Le squadre
| Squadre        | Qualificazione                           | Partecipazioni precedenti (il grassetto indica la vittoria)                       |
| -------------- | ---------------------------------------- | --------------------------------------------------------------------------------- |
| Legia Varsavia | Vincitore della Ekstraklasa 2019-2020    | 13 (1989, 1990, 1994, 1995, 1997, 2006, 2008, 2012, 2014, 2015, 2016, 2017, 2018) |
| KS Cracovia    | Vincitrice della Puchar Polski 2019-2020 | Esordiente                                                                        |

## Tabellino
| Arbitro: | Wojciech Myć (Lublino) |

|                                              |                      |                                                  |
| Antolić Valencia Cholewiak Wszołek Juranović | Tiri di rigore 4 – 5 | van Amersfoort Sadiković Vestenický Fiolić Dimun |